# Сейдол
Сейдол (болг. Сейдол) — село в Болгарии. Находится в Разградской области, входит в общину Лозница. Население составляет 522 человека.

## Политическая ситуация
В местном кметстве Сейдол, в состав которого входит Сейдол, должность кмета (старосты) исполняет Али Ахмедов Дживгов (Движение за права и свободы (ДПС)) по результатам выборов правления кметства.
Кмет (мэр) общины Лозница — Айхан Мустафов Хашимов (ДПС) по результатам выборов в правление общины.